# Okręg wyborczy Dartmouth
Okręg wyborczy Dartmouth powstał w 1351 r. i wysyłał do angielskiej, a następnie brytyjskiej, Izby Gmin dwóch deputowanych. W 1832 r. liczbę mandatów przypadających na okręg zmniejszono do jednego. Okręg obejmował miasto Dartmouth w południowej części hrabstwa Devon. Został zlikwidowany w 1868 r.

## Deputowani do brytyjskiej Izby Gmin z okręgu Dartmouth

### Deputowani w latach 1351-1660
- 1584–1585: Hugh Vaughan
- 1604–1611: Thomas Holland
- 1604–1611: Thomas Gurney
- 1621–1622: William Nyle
- 1621–1622: Roger Matthew
- 1640–1644: Roger Matthew
- 1640–1641: John Upton
- 1641–1648: Samuel Browne
- 1646–1655: Thomas Boone
- 1656–1658: Edward Hopkins
- 1659: Thomas Boone
- 1659: John Clarke

### Deputowani w latach 1660–1832
- 1660–1661: John Frederick
- 1660–1661: John Hale
- 1661–1679: William Harbord
- 1661–1664: Thomas Southcote
- 1664–1667: Thomas Kendall
- 1667–1670: Walter Yonge
- 1670–1673: William Gould
- 1673–1679: Josiah Child
- 1679–1679: Nathaniel Herne
- 1679–1685: John Upton
- 1679–1685: Edward Yarde
- 1685–1689: Roger Pomeroy
- 1685–1689: Arthur Farwell
- 1689–1689: Charles Boone
- 1689–1698: William Hayne
- 1689–1689: George Booth
- 1689–1699: Joseph Herne
- 1698–1714: Frederick Herne
- 1701–1713: Nathaniel Herne
- 1713–1715: William Drake
- 1714–1722: John Fownes
- 1715–1722: Joseph Herne
- 1722–1742: George Treby
- 1722–1727: Thomas Martyn
- 1727–1757: Walter Carey, wigowie
- 1742–1747: lord Archibald Hamilton
- 1747–1766: John Jeffreys, wigowie
- 1757–1782: Richard Howe, 4. wicehrabia Howe
- 1766–1780: Richard Hopkins
- 1780–1787: Arthur Holdsworth
- 1782–1784: Charles Brett
- 1784–1790: Richard Hopkins
- 1787–1812: Edmund Bastard
- 1790–1802: John Villiers
- 1802–1820: Arthur Howe Holdsworth
- 1812–1816: Edmund Pollexfen Bastard, torysi
- 1816–1832: John Bastard
- 1820–1822: Charles Milner Ricketts
- 1822–1825: James Hamilton Stanhope
- 1825–1829: John Hutton Cooper
- 1829–1832: Arthur Howe Holdsworth

### Deputowani w latach 1832–1868
- 1832–1844: John Seale, wigowie
- 1844–1845: Joseph Somes, Partia Konserwatywna
- 1845–1852: George Moffatt, wigowie
- 1852–1857: Thomas Herbert, Partia Konserwatywna
- 1857–1859: James Caird, wigowie
- 1859–1859: Edward Schenley, Partia Liberalna
- 1859–1860: John Dunn, Partia Konserwatywna
- 1860–1868: John Hardy, Partia Liberalna